# August Hlond
August Hlond (ur. 5 lipca 1881 w Brzęczkowicach, zm. 22 października 1948 w Warszawie) – polski duchowny rzymskokatolicki, salezjanin, biskup diecezjalny katowicki w 1926, arcybiskup metropolita gnieźnieński i poznański w latach 1926–1946, arcybiskup metropolita gnieźnieński i warszawski w latach 1946–1948, prymas Polski w latach 1926–1948, kardynał prezbiter od 1927, Czcigodny Sługa Boży Kościoła katolickiego.

## Życiorys

### Młodość, wykształcenie, prezbiterat
Drugie dziecko Jana (dróżnika kolejowego) i Marii z d. Imiela, brat Antoniego, Ignacego i Klemensa – również salezjanów. Uczeń szkoły salezjańskiej, w 1893 wysłany z niej do Włoch w celu kontynuowania nauki.
13 października 1896 wstąpił do Towarzystwa Świętego Franciszka Salezego i 3 października 1897 złożył śluby zakonne. Studia na Papieskim Uniwersytecie Gregoriańskim zakończył 10 lipca 1900 doktoratem z filozofii i teologii. 17 grudnia 1904 otrzymał tonsurę oraz niższe święcenia kapłańskie, 18 marca 1905 subdiakonatu, 9 lipca diakonatu, a 23 września, z rąk biskupa Anatola Nowaka święcenia kapłańskie w Krakowie.
W latach 1900–1909 kolejno nauczyciel i kierownik domów salezjańskich w Oświęcimiu, Krakowie, Przemyślu i Lwowie. W 1919 prowincjał salezjańskiej prowincji (inspektorii) niemiecko-austriacko-węgierskiej w Wiedniu, gdzie poznał Achille Rattiego (późniejszego papieża Piusa XI), który wpłynął na jego karierę. W 1922 prekonizowany administratorem apostolskim w Katowicach, w części diecezji wrocławskiej, przyznanej Polsce w wyniku plebiscytu.

### Lata 1925–1939
Po utworzeniu w końcu 1925 diecezji katowickiej prekonizowany, a 3 stycznia 1926 konsekrowany na biskupa diecezjalnego. Jako dewizę biskupią przyjął słowa św. Jana Bosko: Daj mi dusze, resztę zabierz (w wersji oryginalnej pochodzącej z Księgi Rodzaju Zostaw dusze, resztę zabierz). 24 czerwca 1926 prekonizowany arcybiskupem gnieźnieńskim i poznańskim oraz prymasem Polski przez papieża Piusa XI, a 20 czerwca 1927 kreowany kardynałem. 29 czerwca 1927 otrzymał z rąk prezydenta Ignacego Mościckiego biret kardynalski.
Po śmierci Piusa XI był wymieniany jako kandydat na nowego papieża lub sekretarza Stolicy Apostolskiej. Jako prymas wiele wysiłku włożył w organizację Akcji Katolickiej z centralą w Poznaniu, powstałej w 1930. Brał również udział w licznych międzynarodowych kongresach eucharystycznych oraz zorganizował w 1927 międzynarodowy kongres misyjny w Poznaniu. Od 1931 Baliw Wielkiego Krzyża Honoru i Dewocji Zakonu Kawalerów Maltańskich. W 1932 założył Towarzystwo Chrystusowe dla Polonii Zagranicznej, nowe męskie zgromadzenie zakonne służące polskim emigrantom. Na organizatora tego przedsięwzięcia wybrał ks. Ignacego Posadzego, kapłana diecezji gnieźnieńskiej. Prezentował ugodowe stanowisko względem rządu, zarówno przed przewrotem majowym, jak i po nim, odcinając się zarówno od skrajnej prawicy, jak i lewicy. Podejmował działania wymierzone w Wojciecha Korfantego i śląską chadecję. Na przykład 26 października 1930 konsekrował na biskupa katowickiego Stanisława Adamskiego, który z widocznymi rezultatami stępił po 1930 antysanacyjne postawy śląskiego kleru diecezjalnego.
9 listopada 1932 został odznaczony Orderem Orła Białego „za wybitne zasługi położone w pracy dla Państwa”. Był członkiem kapituły tego orderu, a 9 lutego 1939 został jej kanclerzem (jego poprzednikiem na tej funkcji był kardynał Aleksander Kakowski). Otrzymał również brazylijski Krzyż Wielki Orderu Narodowego Krzyża Południa w 1933 i jugosłowiański Krzyż Wielki Orderu Orła Białego w 1936. Został także odznaczony Złotą Odznaką Honorową Ligi Obrony Powietrznej i Przeciwgazowej I stopnia i odznaką ZHP „Wdzięczności”. W 1935 został mianowany przez papieża specjalnym legatem papieskim w Jugosławii.
Sprzeciwiał się planom przyjęcia prawa małżeńskiego, które wprowadzało świeckie małżeństwa cywilne i rozwody w całej Polsce (istniały one tylko w byłej dzielnicy pruskiej). W efekcie projekt zarzucono, a małżeństwa cywilne i rozwody wprowadzono dopiero w 1947. Po przewrocie majowym, w listopadzie 1926 uzasadniał konieczność walki z wolnomularstwem w Polsce, podnosząc argumenty, że poza wrogością do chrześcijaństwa, „masoneria to konspiracja zagraniczna, której na Polsce nic nie zależy, ale która potężnej Polski nie chce”.

### Lata 1939–1945
4 września 1939, po konsultacji z władzami państwowymi, wyjechał z Poznania. 7 września został lekko ranny podczas nalotu na stację kolejową w Siedlcach. Poprzez Krzemieniec dotarł do Zaleszczyk, gdzie 14 września przekroczył granicę Polski, udając się początkowo do Rumunii. Tam prezydent Ignacy Mościcki rozważał jego osobę jako kandydata na prezydenta. Zrezygnował z tego pomysłu, lecz desygnowany na to stanowisko Bolesław Wieniawa-Długoszowski chciał powierzyć mu urząd premiera, z czego prymas zrezygnował.
19 września 1939 przybył do Watykanu. Działał tu na rzecz sprawy polskiej poprzez przemówienia w watykańskim radiu, udzielając wywiadów prasie oraz wykorzystując swoje wpływy osobiste. W związku z przygotowaniami Włoch do wojny z Francją musiał opuścić Rzym. Od 9 czerwca 1940 do 6 kwietnia 1943 przebywał w Lourdes, gdzie informował przywódców Zachodu o sytuacji w okupowanej Polsce.
Zmuszony przez rząd Vichy przeniósł się do opactwa w Hautecombe koło Aix-les-Bains. 3 lutego 1944 został aresztowany przez Gestapo i internowany w Paryżu, a potem kolejno w klasztorach w Bar-le-Duc i Wiedenbrück (w Westfalii). W Paryżu był nakłaniany do podpisania kilku niemieckich odezw propagandowych skierowanych do Polaków w zamian za zwolnienie. Propozycje te spotkały się ze zdecydowaną odmową oraz oskarżeniem Adolfa Hitlera o spowodowanie tragedii narodu polskiego. August Hlond sformułował jednocześnie warunki, które w przyszłości określiłyby pojednanie między narodami polskim i niemieckim, uzależniając je od wyrzeczenia się przez Niemców zaborczych zamiarów (Drang nach Osten), naprawienia szkód i zajęcia pokojowej postawy wobec Polski i świata.
Po wyzwoleniu przez Amerykanów udał się do Rzymu, skąd, mimo sprzeciwu rządu w Londynie, 20 lipca 1945 wrócił do Poznania. 4 marca 1946 z jego inspiracji papież Pius XII rozwiązał istniejącą od 1821 unię personalną metropolii poznańsko-gnieźnieńskiej i utworzył nową warszawsko-gnieźnieńską, stawiając go na jej czele. Kardynał powołał Radę Prymasowską, która zajęła się odbudową kościołów Warszawy. 8 września 1946 w Częstochowie zawierzył Polskę, poprzez uroczysty akt w obecności całego episkopatu i przy udziale kilku milionów wiernych, Niepokalanemu Sercu Maryi. W 1948 wydał orędzie do ludności katolickiej Ziem Odzyskanych.

### Ostatnie lata

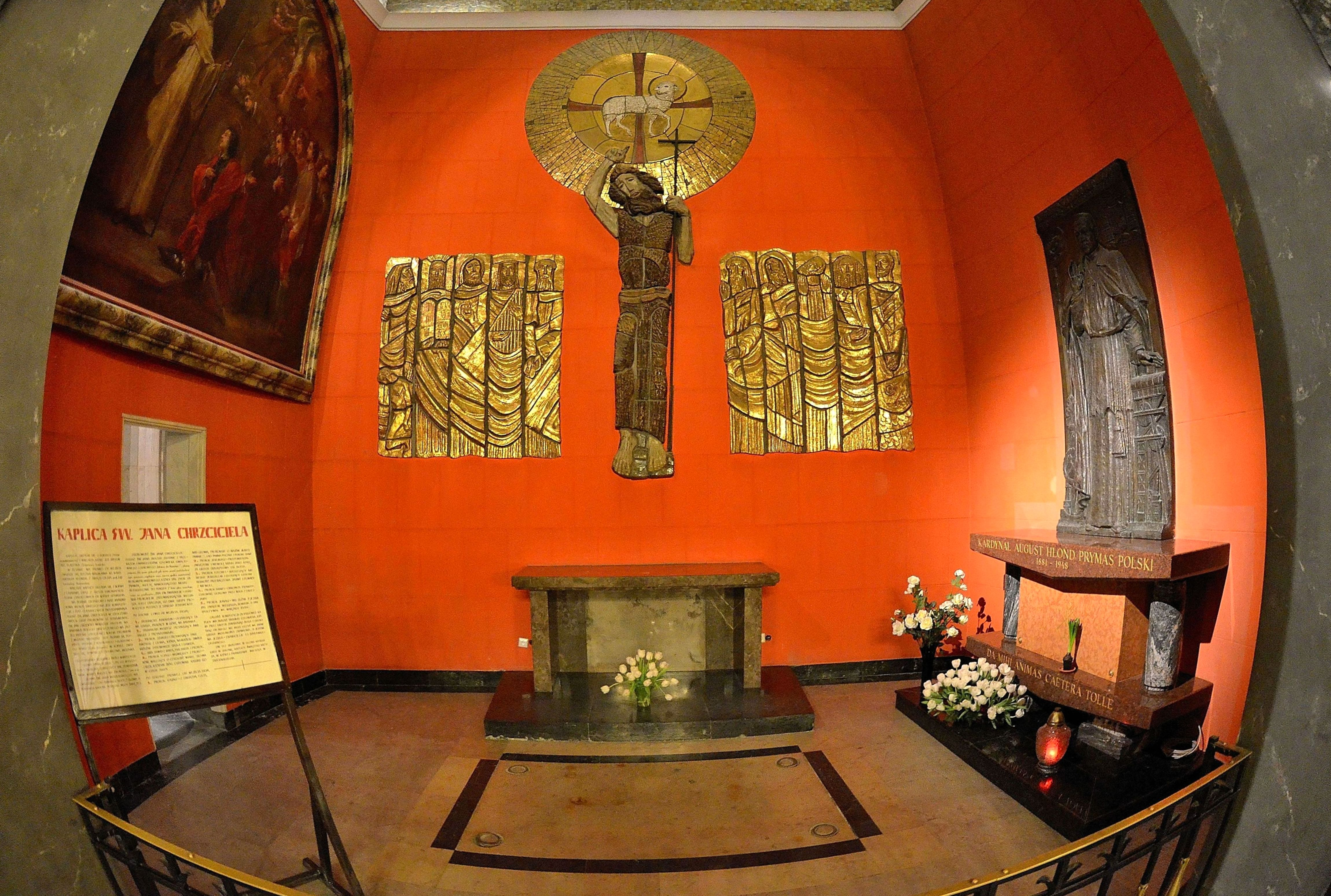
Nagrobek Augusta Hlonda w archikatedrze św. Jana w Warszawie

Podobnie jak kardynał Stefan Wyszyński był zwolennikiem i aktywnym rzecznikiem (w przeciwieństwie do pozostałej części duchowieństwa) przeprowadzenia reformy rolnej w Polsce. W 1948 KUL przyznał mu tytuł doctora honoris causa.
Kard. August Hlond został pochowany w ruinach archikatedry św. Jana w Warszawie, a po 10 latach, w 1958 roku jego trumna została przeniesiona do podziemi bazyliki. Jego serce znajduje się w katedrze gnieźnieńskiej w kaplicy Łubieńskich. W marcu 2006 dokonano uroczystej translacji jego szczątków z podziemi warszawskiej archikatedry do kaplicy św. Jana Chrzciciela w lewej nawie świątyni.

### Stosunek do Żydów
Wobec potęgujących się nastrojów antysemickich w Polsce drugiej połowy lat 30. wystosował 29 lutego 1936 list pasterski do wiernych odczytany w całej Polsce. W liście tym potępił stosowanie wszelkich form przemocy, wezwał do traktowania Żydów jak bliźnich i sąsiadów. Zarzucił jednocześnie części Żydów: propagowanie ruchu bolszewickiego, pornografii, dopuszczanie się oszustw, lichwy i handlu żywym towarem oraz wywieranie negatywnego wpływu na młodzież katolicką. Stwierdzał, że Żydzi są „awangardą bezbożnictwa, ruchu bolszewickiego i akcji wywrotowej”, toczą wojnę z Kościołem katolickim i w związku z tym należy trzymać się z daleka od ich „antychrześcijańskiej kultury”.
W 1946, po pogromie kieleckim, odmówił wyraźnego potępienia zajść, ale jednocześnie wystosował list, w którym potępił morderstwa wszelkiego rodzaju. Podkreślił w nim postawę Polaków, którzy ratowali Żydów z narażeniem życia, a za psucie dobrych stosunków obarczył odpowiedzialnością żydowskich komunistów. Gdy biskup Teodor Kubina w sposób jednoznaczny potępił pogrom kielecki, kardynał Hlond był jednym z inicjatorów odezwy episkopatu, który go za to pośrednio skrytykował.

## Proces beatyfikacyjny

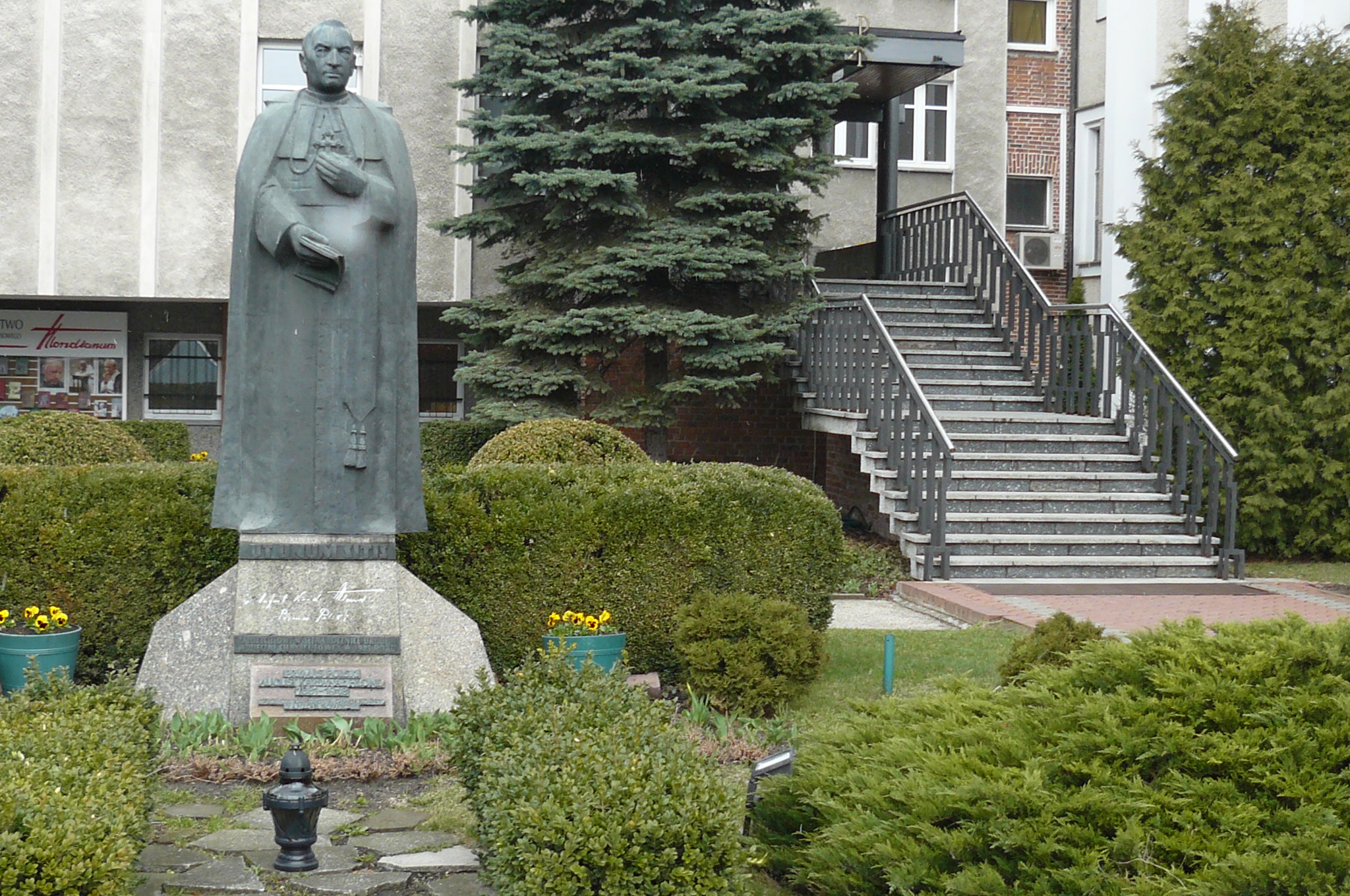
Pomnik Augusta Hlonda na Ostrowie Tumskim w Poznaniu

Proces beatyfikacyjny Augusta Hlonda rozpoczął się w 1992, prowadzony był głównie przez archidiecezję warszawską. Na szczeblu diecezjalnym zakończył się w 1996, następnie akta zostały przesłane do Watykanu. Przeciwne beatyfikacji Hlonda były Związek Wypędzonych i episkopat niemiecki. W 2008 opracowano positio, które w 2017 Komisja Teologiczna Kongregacji Spraw Kanonizacyjnych zaopiniowała pozytywnie, a w 2018 uczynili to kardynałowie i biskupi z Kongregacji Spraw Kanonizacyjnych.
19 maja 2018 papież Franciszek podpisał dekret o heroiczności cnót kard. Hlonda. Przysługuje mu odtąd tytuł Czcigodnego Sługi Bożego.

## Upamiętnienie

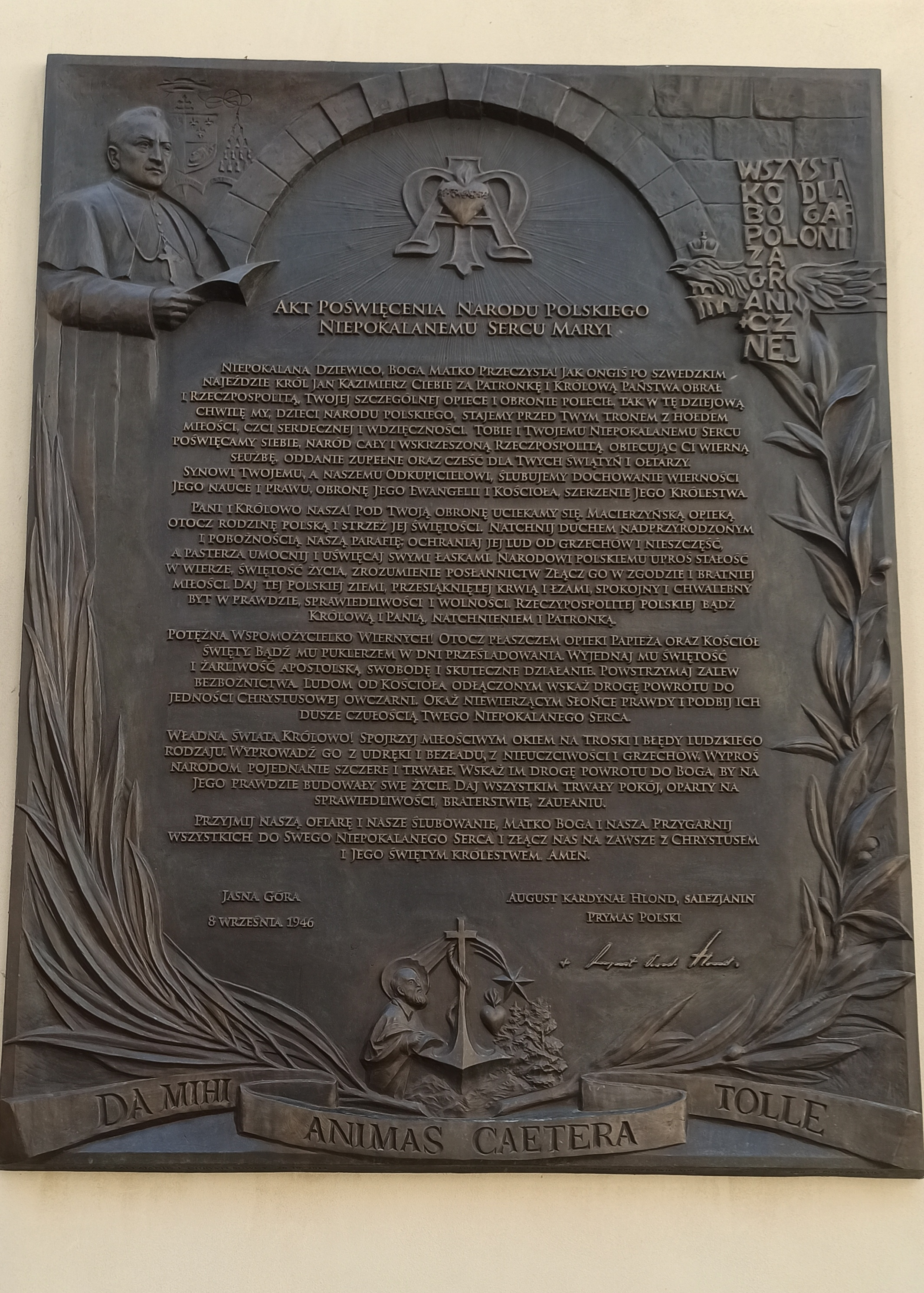
Jasna Góra, tablica dedykowana pamięci prymasa kard. Augusta Hlonda

Jego pomniki ustanowiono w Mysłowicach i Katowicach. Jego imię nosi Górnośląska Wyższa Szkoła Pedagogiczna w Mysłowicach. Od 2018 patron skweru w Katowicach.
W 1988 został wybity medal o treści Pierwszy biskup Katowicki August Józef Hlond kardynał prymas Polski, wydany przez Mennicę Państwową, a zaprojektowany przez Bohdana Jana Chmielewskiego.
Wyprodukowano dwa filmy dokumentalne o jego życiu, do których scenariusz napisał Paweł Woldan: August Kardynał Hlond (2003) i Prymas z Mysłowic (2008).
W 2018 Poczta Polska wydała w nakładzie miliona sztuk upamiętniający Augusta Hlonda znaczek pocztowy o nominale 5 złotych.